# Henning Stahlberg

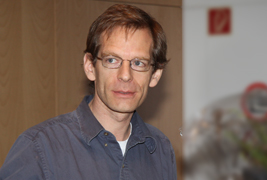
Henning Stahlberg (2011)

Henning Stahlberg (* 18. November 1965 in West-Berlin) ist ein deutscher und Schweizer Biologe und Physiker und Professor an der École Polytechnique Fédérale de Lausanne (EPFL) sowie der Universität Lausanne (UNIL), Schweiz.

## Leben
Henning Stahlberg studierte Physik an der Technischen Universität (TU) Berlin und promovierte an der École Polytechnique Fédérale de Lausanne (EPFL) im Jahr 1997. Anschliessend forschte er für sechs Jahre als Postdoktorand am Biozentrum der Universität Basel. Von 2003 bis 2009 war er zuerst Assistant Professor und dann Associate Professor an der University of California, Davis. Von 2009 bis 2021 forschte Stahlberg als Professor für Strukturbiologie am Biozentrum der Universität Basel, wo er auch Leiter der Technologieplattform Zentrum für zelluläre Mikroskopie und NanoAnalyse (C-CINA) war.
Seit 2020 ist er Professor für Physik an der École Polytechnique Fédérale de Lausanne, wo er das Labor für biologische Elektronenmikroskopie LBEM leitet.

## Wirken
Henning Stahlberg erforscht biologische Membransysteme von der atomaren Struktur einzelner Proteine bis zum zellulären Kontext. Der biologische Fokus liegt in der Erforschung der Parkinson’schen Krankheit. Mittels Licht- und Elektronenmikroskopie, Röntgenkristallographie sowie Elektronentomographie untersucht er die Struktur von Ionenkanälen und Membrantransportern. Darüber hinaus entwickelt er Computeralgorithmen zur 3D-Rekonstruktion von Proteinen.
Mithilfe dieser Methoden gelang es Stahlberg unter anderem die 3D-Struktur des „Typ III Sekretionssystems“ (T3SS) in intakten Bakterien aufzuklären. Zudem konnte er nachweisen, dass einzelne Proteine an der Nadelbasis des T3SS elastisch sind. Zur Modellierung der 2D-Kristallstruktur von Membranproteinen entwickelte er die 2dx-Software.

## Auszeichnungen
- 2004: NSF CAREER award, National Science Foundation, USA[12]
- 2008: Chancellor’s Fellow Award, University of California in Davis, CA, USA[13]
- 2009: W. M. Keck Award
- 2023 Synergy Grant des Europäischen Forschungsrates für das Projekt „4D scanning transmission electron microscopy for structural biology“ gemeinsam mit Knut Müller-Caspary (LMU München) und Carsten Sachse (FZ Jülich).[14]

## Publikationen
- Scopus
- PubMed
- Google Scholar
- ORCID